# Grandes Eeas
Grandes Eeas, Megalai Ehoiai (en griego antiguo: Μεγάλαι Ἠοῖαι, meɡálai ɛːhói.ai|a) o Gran Ehoiai es un poema épico griego fragmentario que mayoritariamente, aunque no universalmente, se ha atribuido a Hesíodo en la antigüedad.
Al igual que el mucho más conocido Catálogo de mujeres de Hesíodo, Grandes Eeas fue un poema genealógico estructurado en torno al desarrollo de árboles genealógicos heroicos, donde se narraban mitos sobre los miembros de las familias de héroes. Se contaba su historia desde su origen semidivino hasta aproximadamente la Guerra de Troya y se iban introduciendo los nombres de los héroes según se iban asociando las familias. En el Catálogo de mujeres, la historia sobre cada mujer también era iniciada con la expresión griega: e hoie ("tal como..." o "como aquella que...") que derivaría en Ehoiai.
Al menos diecisiete fragmentos del poema se han transmitido mediante citas de otros autores antiguos y dos papiros del siglo II, pero dadas las similitudes entre el Megalai Ehoiai y el Catálogo de mujeres, es posible que algunos fragmentos atribuidos al Catálogo realmente se deriven del trabajo menos popular de Hesíodo. De hecho, la mayor parte de la atención académica al poema ha estado relacionada con su confrontación con el Catálogo y con el hecho de que el Megalai Ehoiai pueda referirse o no a un solo poema épico independiente.